# 케빈 쳉
케빈 쳉(본명: Kevin Cheng, 정가영(중국어 간체자: 郑嘉颖, 정체자: 鄭嘉穎, 병음: Zhèng Jiāyǐng 정자잉[*], 광둥어: Zeng6 gaa1 wing6 젱가윙), 1969년 8월 15일~)은 미국 국적자 신분이며 홍콩의 남성 가수, 작사가, 배우로 활동하고 있는 음악가 겸 영화인이다.

## 생애
미국 캘리포니아주 샌프란시스코에서 출생하여 지난날 한때 영국령 홍콩을 거쳐 미국 캘리포니아주 로스앤젤레스에서 잠시 유아기를 보낸 적이 있는 그는 중국계 미국인으로 그의 중국계 직계 조상이 거주하였던 원적지도 홍콩이다. 1993년 홍콩에서 가수 첫 데뷔하였으며 같은 해 1993년 홍콩 영화 《광동오호지철권무적손중산(廣東五虎之鐵拳無敵孫中山)》에서 카메오 출연에 이어 급기야는 같은 해 1993년 텔레비전 드라마에도 출연하기 시작하여 홍콩에서 가수, 영화배우, 텔레비전 연기자로 활발히 활동을 하고 있다. 한때 중화민국 타이완의 텔레비전 드라마와 중화인민공화국 본토의 텔레비전 드라마에도 몇 편 출연한 바 있다.

## 출연 작품
- 엽문 외전
- 루시드 드림 - (노) 역
- 구룡불패: 청룡출수의 전설 - 카오 하이드 역